# Europa (Schiff, 1930)
Die Europa war ein turbinengetriebenes Passagierschiff des Norddeutschen Lloyds und von 1930 bis 1933 Trägerin des Blauen Bands als schnellstes Schiff auf der Transatlantik-Route Europa–New York.

## Geschichte

### Bau, Brand und Reparatur
Die Europa war nach dem 1929 gebauten Schwesterschiff Bremen, von dem es sich aber in einer Reihe von Details deutlich unterschied, der zweite 50.000-Tonner des Norddeutschen Lloyd. Mit beiden Schiffen wollte der NDL die Rückkehr in die Spitzenklasse des Transatlantikverkehrs erreichen.

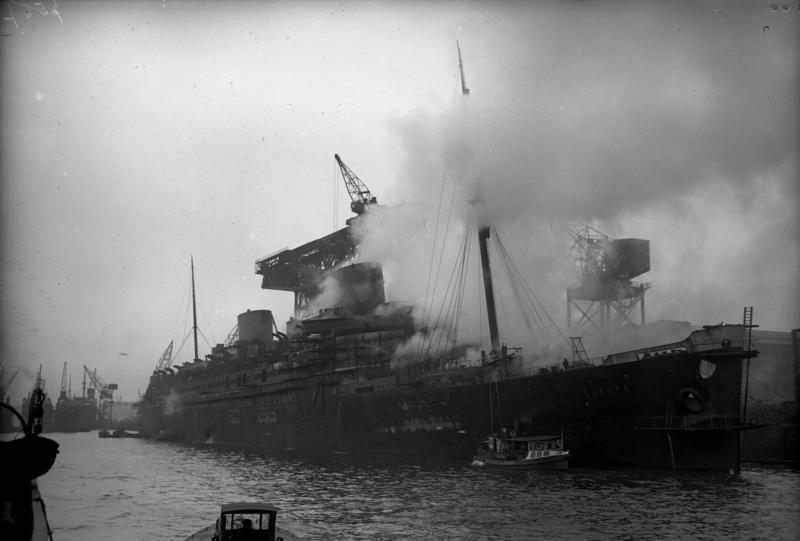
Brand des Schiffes am Ausrüstungskai (März 1929)

Der Stapellauf auf der Werft von Blohm & Voss (Hamburg) erfolgte am 15. August 1928. Im Sommer 1929 sollte die Europa in Dienst gestellt werden. Noch am Ausrüstungskai der Werft brach in den Morgenstunden des 26. März 1929 ein Feuer aus, dem das zu drei Vierteln fertige Schiff beinahe zum Opfer fiel. Der Brand wütete den ganzen Tag und konnte erst am Abend unter Kontrolle gebracht werden. Da das brennende Schiff zu kentern drohte, setzte es der Ingenieur Franz Küntzel durch Öffnung der Bodenventile auf Grund. Die Turbinenanlage wurde schwer beschädigt und auch der Rest des Schiffes war durch Temperaturen von bis zu 700 Grad Celsius stark in Mitleidenschaft gezogen worden.
Die Reparatur des ausgeglühten Wracks wurde am 27. März beschlossen. Das Schiff wurde am 14. April eingedockt, nachdem vier Tage zuvor die Hebung mittels abstützender Docks gelungen war. Mehr als 7000 Tonnen Stahl und Bleche mussten aus dem Wrack entfernt werden. Dem Ingenieur Carl Jacob gelang es, den Kiel durch Pumpmaßnahmen wieder gerade auszurichten und den Durchhang von Vor- und Achterschiff zu beseitigen. Dabei mussten die durch Hitze verbeulten Unterdecks herausgetrennt und durch neue Konstruktionen ersetzt werden. Die Beseitigung der Verformungen des Schiffes wurde durch zwei Peileinrichtungen überwacht. Nach drei Monaten konnte das Schiff am 14. Juli ein zweites Mal zu Wasser gebracht werden. Nach weiteren sieben Monaten am Ausrüstungskai war das Schiff fertiggestellt und absolvierte am 22. Februar 1930 seine erste Probefahrt.
Die Ursache des Brandes konnte nie ganz geklärt werden. Der Brandschaden wurde mit einer Summe von 18.222.564 Mark durch den Versicherungsmakler reguliert. Die Diplom-Ingenieure Küntzel und Jacob wurden für die Hebung und Wiederherstellung der Europa zu Oberingenieuren und Schiffbaumeister Ernst Weiss zum Obermeister ernannt.

### Blaues Band
Auf der Jungfernfahrt vom 19. März bis zum 21. März 1930 von Bremerhaven nach New York nahm die Europa ihrem Schwesterschiff Bremen das Blaue Band vorübergehend ab, das dieses am 22. Juli 1929 geholt hatte. Die Europa erreichte auf der Transatlantikroute von Europa ab Cherbourg nach New York in vier Tagen, 16 Stunden und 48 Minuten eine Durchschnittsgeschwindigkeit von 27,91 Knoten gegenüber 27,83 Knoten der Bremen bei deren Rekord von 1929. Bei der Rückfahrt von New York nach Europa nach ihrem Rekord hatte die Bremen dieselbe Durchschnittsgeschwindigkeit von 27,91 Knoten wie die Europa 1930. 1933 war die Bremen mit 28,51 Knoten dann schneller als die Europa und konnte das Blaue Band wieder zurückholen. 1932 wählten die deutschen und österreichischen Olympiakader die Europa auf dem Weg zum Austragungsort der Spiele in Los Angeles, ein Grund soll die hohe Geschwindigkeit des Schiffs gewesen sein. Aus demselben Jahr haben sich auch Filmaufnahmen des Schiffes von der Deulig-Tonwoche erhalten.

### Bordflugzeug

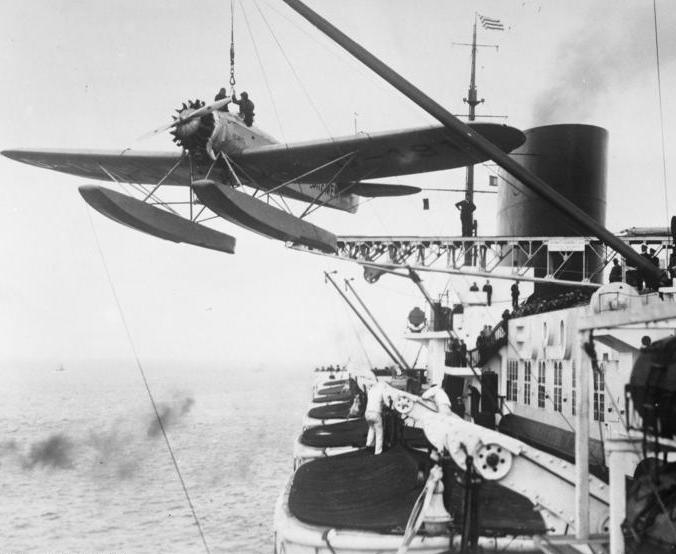
Das Bordflugzeug (D-1919) der Europa, 1930

Wie das Schwesterschiff Bremen hatte auch die Europa auf dem oberen Deck zwischen den beiden Schornsteinen ein Katapult mit einem Schwimmerflugzeug, hier vom Typ Heinkel HE 58, das von 1932 bis 1935 dann durch eine Junkers Ju 46 ersetzt wurde. Das Flugzeug diente der schnelleren Postbeförderung; es wurde in der Regel 800 bis 1.000 km vor dem Zielhafen von Bord gestartet und landete, von Amerika kommend, eine Zeitlang am Wasserflughafen in Blexen, hatte dann aber in der Regel schon einen anderen Flughafen in Europa angeflogen (Southampton, Amsterdam). Die Piloten und Techniker sammelten darüber hinaus Erfahrungen, die später bei der Ausrüstung deutscher Kriegsschiffe mit Bordflugzeugen genutzt wurden. Die eingesetzten Piloten der Lufthansa gehörten später alle zu den erfahrensten Langstreckenpiloten der Gesellschaft, zum Teil mit einer erheblichen Anzahl von Transatlantikflügen.
Die Katapultvorrichtung wurde am Ende der Saison 1935 entfernt, weil sie zu teuer und aufwendig war. Auf der Europa wurden – wie auf der Bremen – die vor allem aus Gründen des harmonischen Erscheinungsbilds flach gehaltenen Schornsteine nach einigen Jahren erhöht, um den Rauchabzug zu verbessern.

### Zweiter Weltkrieg

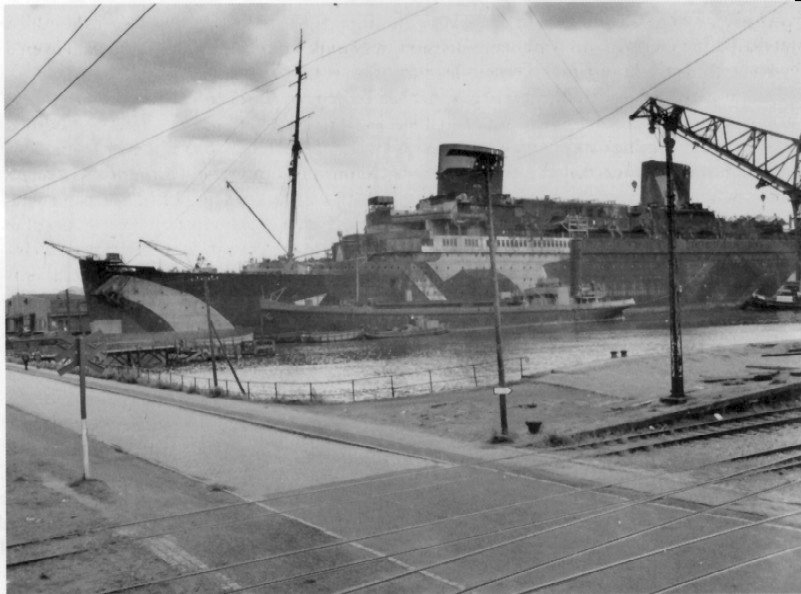
Die Europa in Bremerhaven, Mai 1945

Während des Zweiten Weltkrieges wohnten ab 1939 deutsche Marinesoldaten auf dem Schiff. 1940 wurde die Europa von einer britischen Fliegerbombe getroffen und der Kommandant Georg Enoch Freiherr von und zu Guttenberg verwundet. Er verstarb kurze Zeit später. 1940 wurden in Hamburg an der Europa und ihrem Schwesterschiff Bremen Umbauten für den Einsatz als Truppentransporter für das Unternehmen Seelöwe, die geplante Landung in England, durchgeführt. Pläne von 1942, den Schnelldampfer zum Flugzeugträger umzubauen, wurden nicht verwirklicht. Ab Februar 1945 wurde das Schiff Kasernenschiff der Standortverwaltung Wesermünde. Im März 1945 wurde die Europa als Flüchtlingsschiff von Swinemünde nach Kiel eingesetzt, wobei sie einen Teil der Flüchtlinge in der Lübecker Bucht absetzte. Die Europa überstand den Krieg fast unversehrt. Sie wurde durch die Vereinigten Staaten beschlagnahmt und als Truppentransporter USS Europa (AP 177) eingesetzt. Später wurde die Europa als Reparationsleistung Frankreich zugesprochen und im Mai 1946 übernommen.

### Liberté
In Frankreich wurde das Schiff umgebaut. Während dieser Zeit riss es sich in einem Sturm los, kollidierte mit dem Wrack der Paris und geriet durch Wassereinbruch auf Grund. Es wurde im April 1947 gehoben, und der Umbau wurde beendet. 1950 erfolgte die Umbenennung in Liberté. Die Schornsteine wurden 1954 noch einmal erhöht, was die Proportionen des Schiffes erheblich veränderte. Bis 1961 fuhr die ehemalige Europa für die französische Reederei CGT von Le Havre nach New York.
Einen kurzen Auftritt hat das Schiff mit dem markanten Schriftzug Liberté zwischen den Schornsteinen in der Eröffnungssequenz des Spielfilms Wie angelt man sich einen Millionär als es in New York einläuft.
1961 wurde das Schiff außer Dienst gestellt und ab Januar 1962 in La Spezia abgewrackt.

## Bekannte Passagiere
- Gösta Montell[7]

- Sven Hedin (1932)[8]

- Gerhart Hauptmann[9]

- Wilhelm Busch[10]

- Jacob Bronowski[11]

- 1937, nach dem Hindenburg-Unglück: Max Pruss, Albert Sammt, Eduard Boëtius, Heinrich Kubis und die weiteren überlebenden Besatzungsmitglieder
- 1938 Leni Riefenstahl[12]

## Regelmäßige Liniendienste
- Bremerhaven – New York (als Europa)
- Le Havre – New York (ab 1950 als Liberté)

## Passagierkapazität
| 1930 (als „Europa“) | 1930 (als „Europa“) | 1950 (als „Liberté“) | 1950 (als „Liberté“) |
| Art der Kabine      | Anzahl Passagiere   | Art der Kabine       | Anzahl Passagiere    |
| 1. Klasse           | 687                 | 1. Klasse            | 549                  |
| 2. Klasse           | 524                 | Kabinenklasse        | 562                  |
| Touristenklasse     | 306                 | Touristenklasse      | 382                  |
| 3. Klasse           | 507                 |                      |                      |

## Bildergalerie

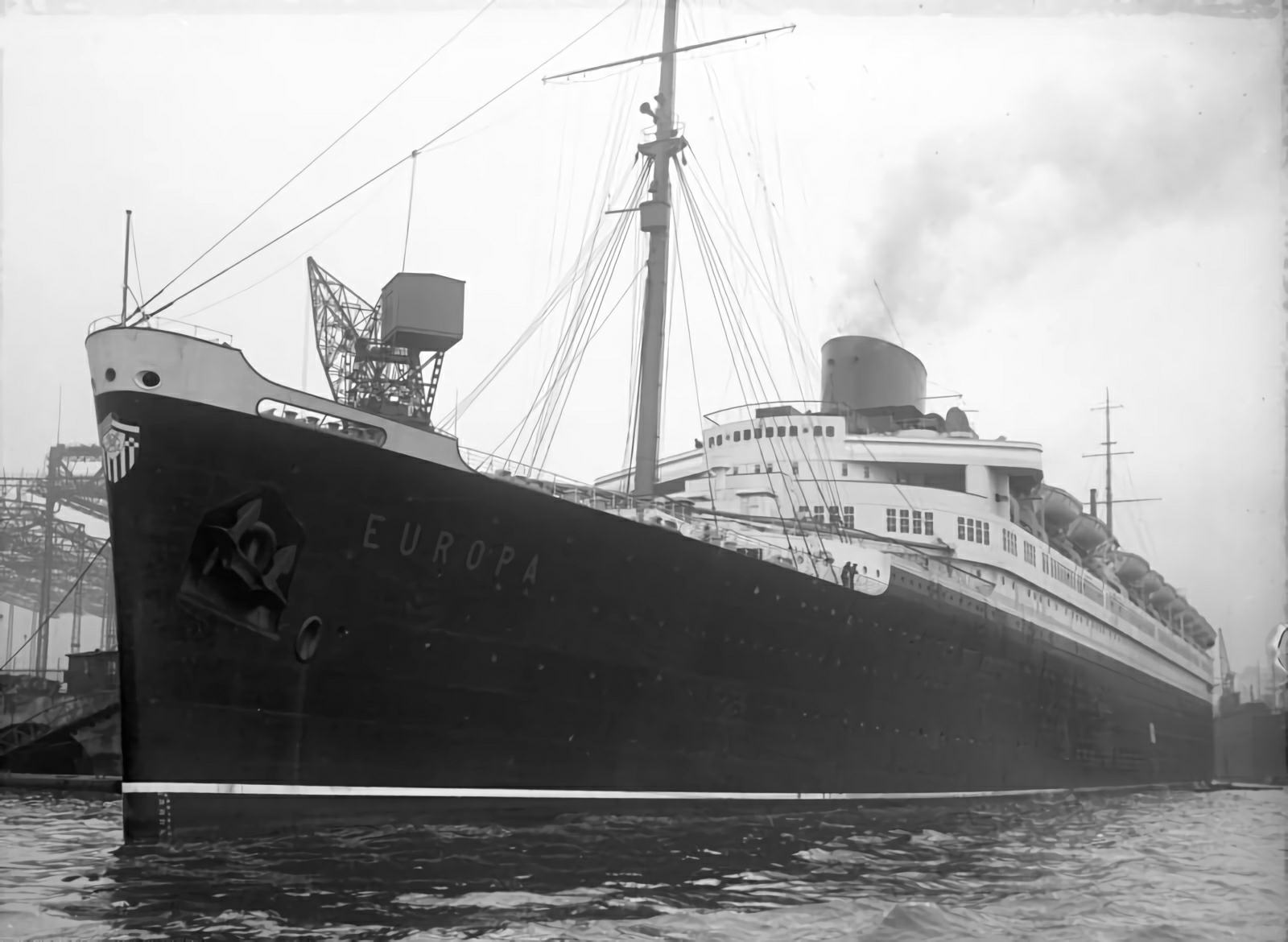
Antritt der Probefahrt, 1930
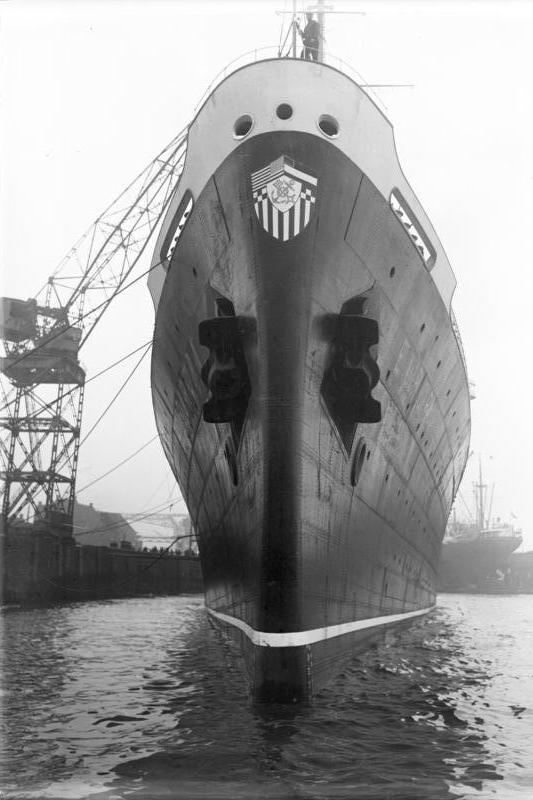
Bug der Europa, 1930
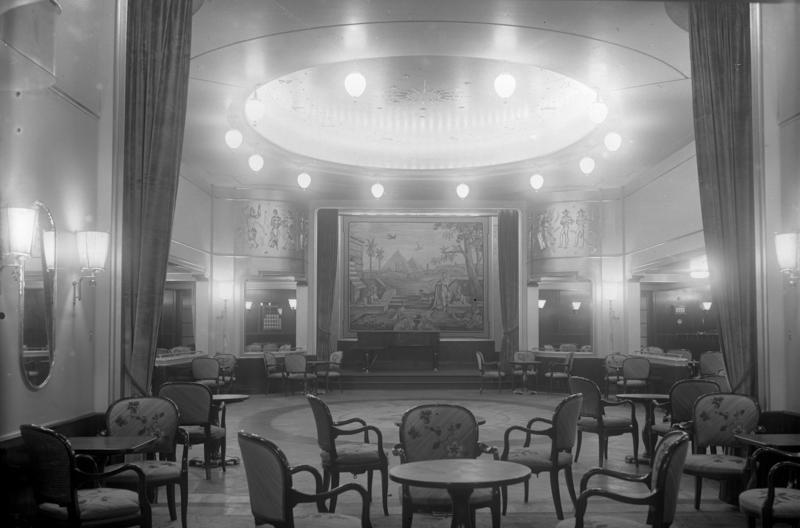
Ballsaal, 1930
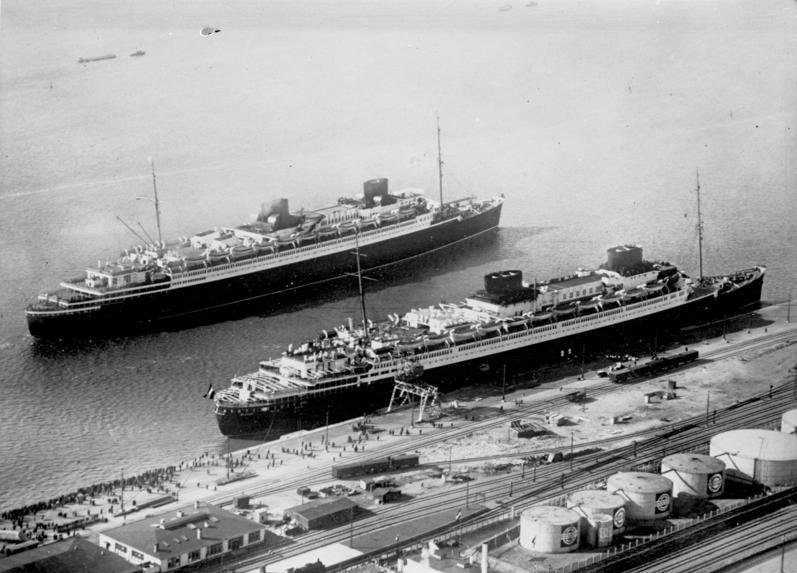
März 1930 – Die Europa (vorne am Pier) zusammen mit ihrem Schwesterschiff Bremen (hinten) in Bremerhaven
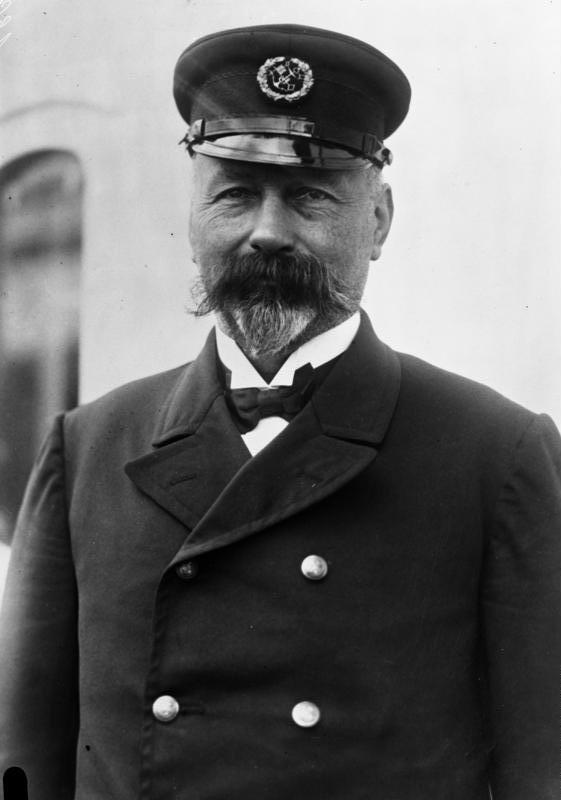
Kapitän Nikolaus Johnsen (1928)
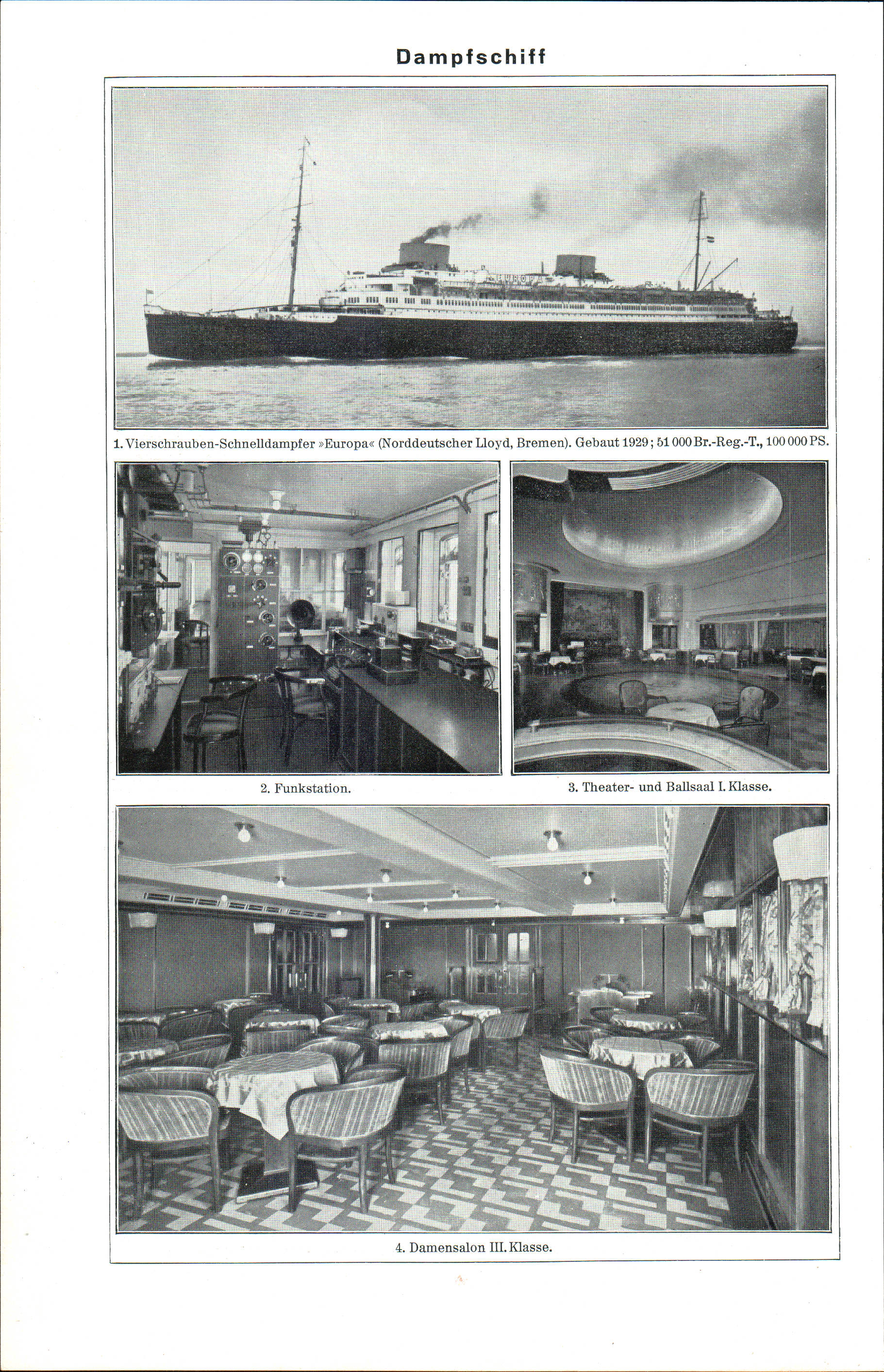
Darstellung des Dampfschiffes Europa in Meyers Blitz-Lexikon, Leipzig 1932, Digitale Volltext-Ausgabe
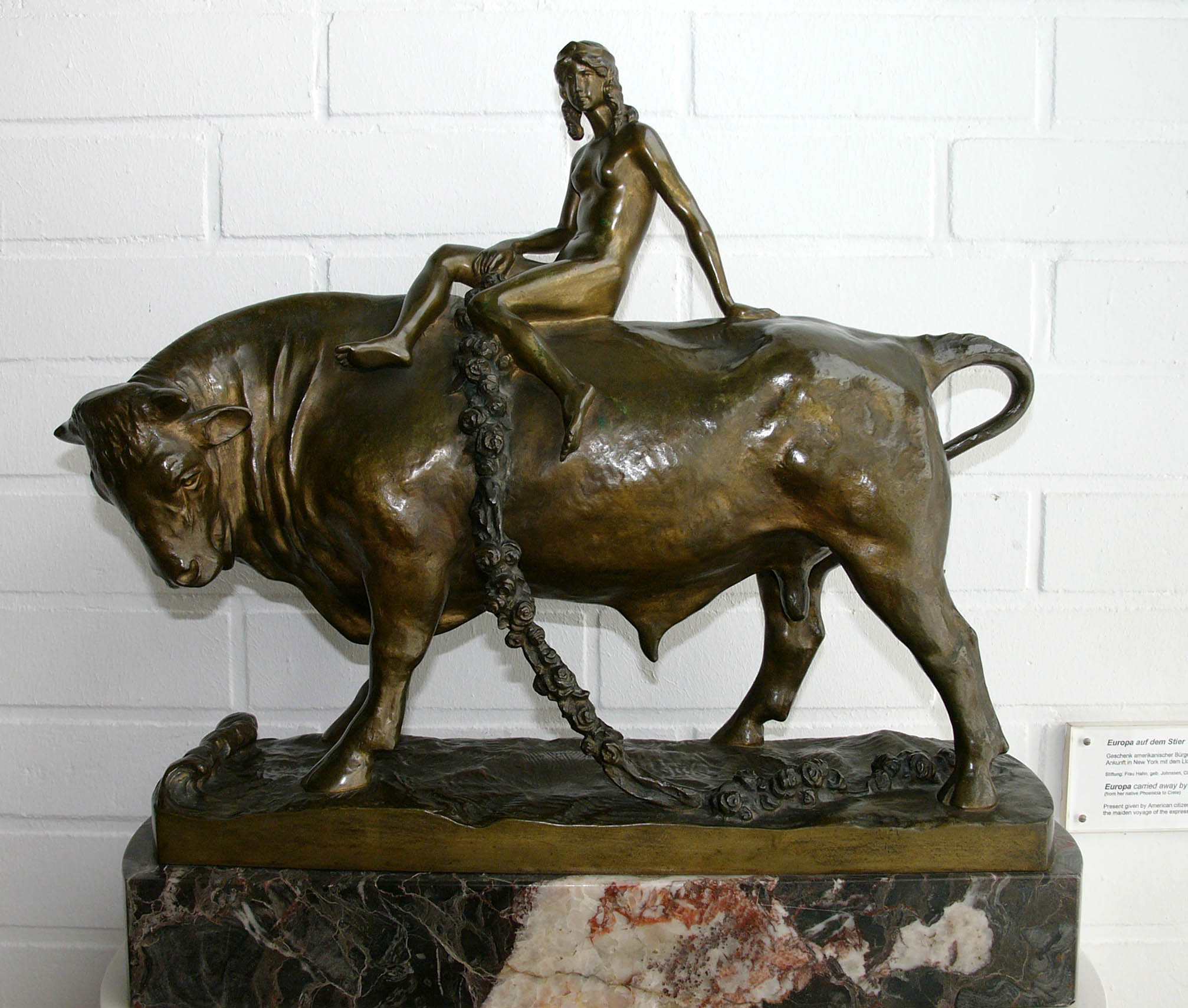
Europa auf dem Stier (Bronzeplastik von Lilli Finzelberg im Deutschen Schifffahrtsmuseum), Geschenk amerikanischer Bürger für Kommodore Nikolaus Johnsen bei seiner ersten Ankunft in New York mit der Europa
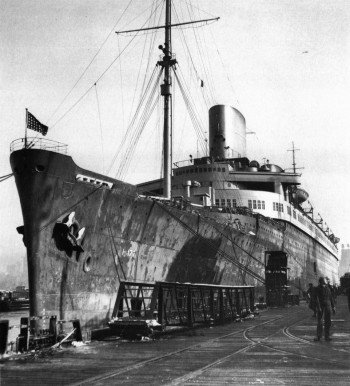
Europa im Dienst der US Navy
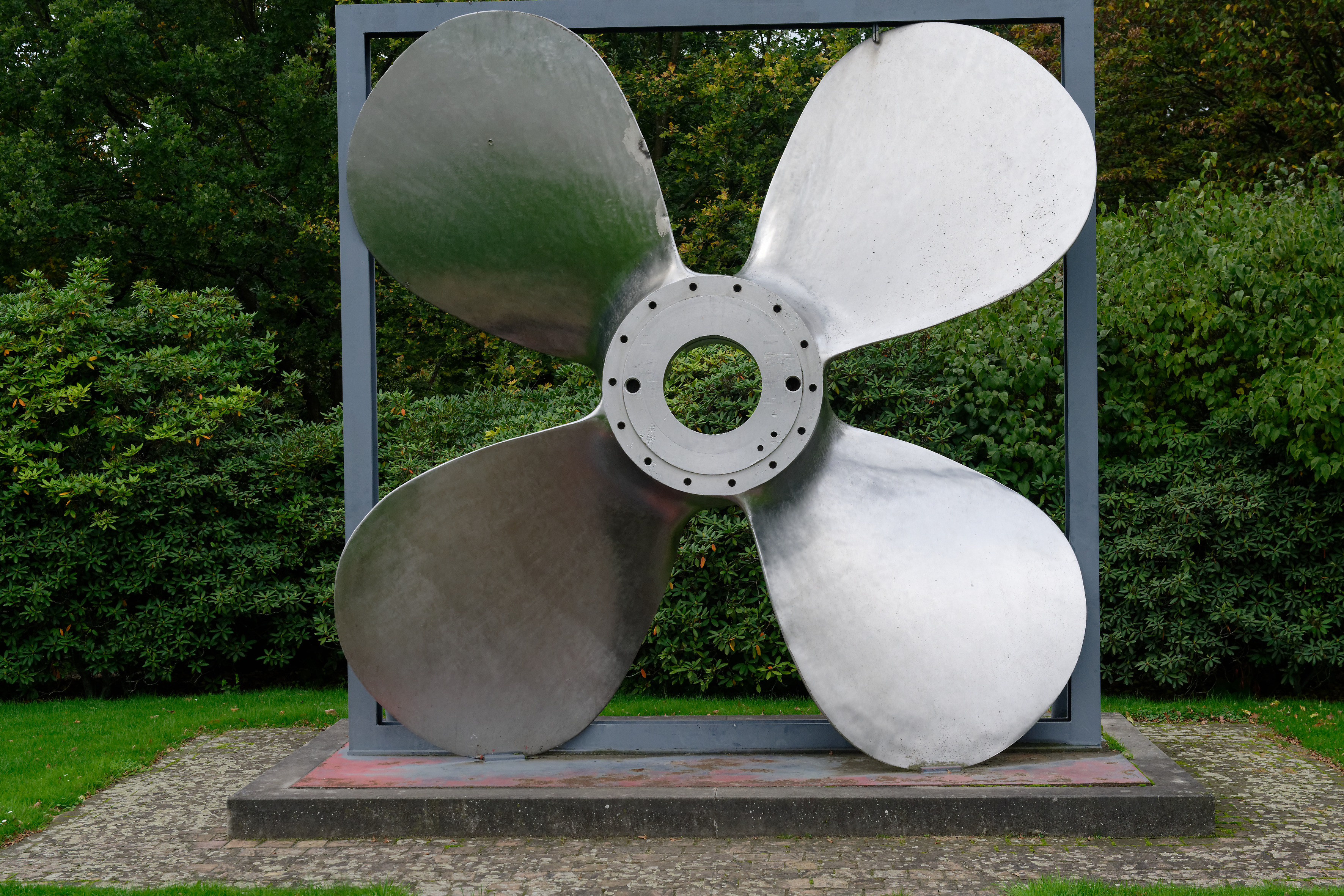
Schiffspropeller der Europa / Norddeutscher Lloyd Baujahr 1935 bei Fried. Krupp Essen. Durchmesser 4 Meter bei einem Gewicht von 13,6 Tonnen. Heute vor der Villa Hügel